# Буримов, Василий Федотович
Василий Федотович Буримов (1 [13] января 1892, Воронежская губерния — 27 мая 1979, Воронеж) — советский скульптор.

## Биография
Василий Буримов родился 1 (13) января 1892 года на хуторе Макаровка Воронежской губернии в семье печника. С детства начал рисовать и лепить. В юности работал печником, затем строителем-каменщиком. После начала Гражданской войны пошёл в Красную армию. В 1920—1921 годах, находясь на армейской службе в Баку, посещал художественную студию. После демобилизации работал в Кисловодске. Был рабочим на стройках, фотографом и помощником скульптора.
В 1920-е годы создал свои первые самостоятельные произведения: «Каменщик», «Грузчик», памятник Карлу Марксу в селе Ачикулак Ставропольского края. В 1933 году переехал в Воронеж. В 1934 году вступил в Союз художников СССР. В 1940—1941 годах обучался на курсах повышения квалификации при Московском художественном институте имени В. И. Сурикова у Л. В. Шервуда.
Выполнил множество посвящённых советским людям, рабочим, героям Великой Отечественной войны. Памятники Великой Отечественной войне, выполненные по проектам Василия Буримова, установлены во многих населённых пунктах Воронежской области. Он автор скульптур в здании воронежского вокзала и в областном Доме офицера.
Персональные выставки произведений Василия Буримова проходили в Воронеже в 1957, 1962 и 1973 годах. Умер в Воронеже 27 мая 1979 года. Похоронен на Коминтерновском кладбище. Ряд его скульптур находятся в собрании Воронежского областного художественного музея имени И. Н. Крамского.